# Micugu Nomura
Micugu Nomura (* 21. listopad 1956) je bývalý japonský fotbalista.

## Klubová kariéra
Hrával za Fujita Industries.

## Reprezentační kariéra
Micugu Nomura odehrál za japonský národní tým v letech 1981–1982 celkem 12 reprezentačních utkání.

## Statistiky
| Japonsko | Japonsko | Japonsko |
| Roky     | Záp.     | Góly     |
| -------- | -------- | -------- |
| 1981     | 8        | 0        |
| 1982     | 4        | 0        |
| Celkem   | 12       | 0        |